# アクラマン・クレーター
座標: 南緯32度1分 東経135度27分 / 南緯32.017度 東経135.450度

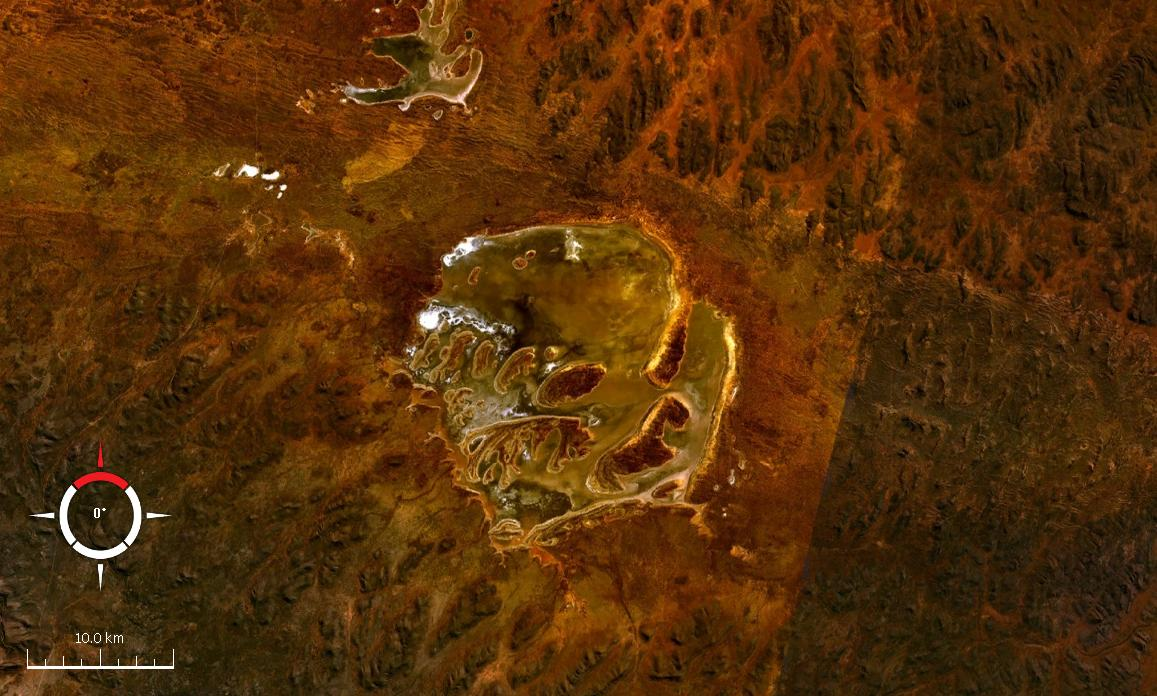
ランドサットから見たアクラマン湖

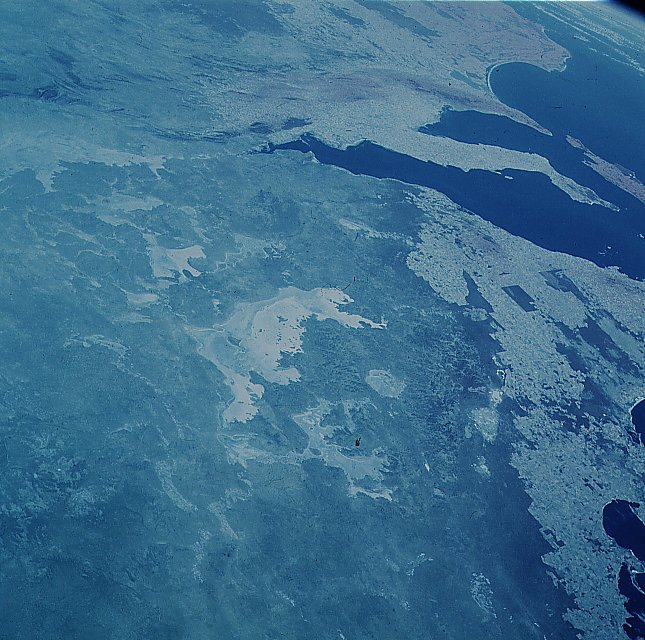
アクラマン湖（中央右下の小さな円形）をゲアドナー湖などの他の湖が取り囲んでいる

アクラマン・クレーター（Acraman crater）はオーストラリア・南オーストラリア州のゴーラー山脈にあるクレーター。その場所は直径約20kmのプラヤとよばれる雨季にしか水のない塩水乾湖であるアクラマン湖を中心として形成されている。5億8,000万年前のエディアカラ紀に衝突が起きたと推定されている。
1986年に約300km東のフリンダース山脈などで隕石孔噴出物が発見された。周辺の調査によりアクラマン湖からシャッターコーンや衝撃石英が発見されると、噴出物はアクラマン・クレーターからのものと推定された。
隕石孔は深く浸食されているため、直径を推定するのは難しいが、専門家は約80から90kmではないかと推定している。